# Доходный дом Трындиных
Дохо́дный дом Тры́ндиных — памятник архитектуры, расположенный в городе Москве.

## История

### XVIII—XIX века
В начале 1860-х годов фирма, принадлежащая семейству Трындиных, переезжает на Большую Лубянку.
В середине XVIII века какая-то часть участка находилась в собственности купца Ивана Струнина. Следующей хозяйкой этой территории была вдова князя и коменданта Петропавловской крепости (1698—1756) Ф. В. Мещерского, затем владение перешло к его потомкам. С начала XIX века и вплоть до 1836 года участок находился в собственности английского банкира Якова Рованда, впоследствии им владел действительный статский советник Г. М. Безобразов.
Правая часть имения Трындиных в первой половине XVIII века принадлежала русскому офицеру из рода Кантемиров, брату поэта Антиоха Кантемира С. Д. Кантемиру. Следующим владельцем территории был майор Ф. И. фон Альтхаузен, впоследствии — портной Е. И. Лейхт и, наконец, цеховой Фёдор Кинст.
29 апреля 1858 года купец Е. С. Трындин приобрёл у В. Г. Безобразова имение, в состав которого входил дом в два этажа с двором и другими строениями. В 1862 году Трындин переезжает в купленное владение, здесь же располагаются его мастерская и магазин. 12 апреля 1866 года Егор Сергеевич приобрёл у Е. И. Кинст каменный дом с флигелем, и тогда вся обширная территория стала собственностью Трындиных.
При Е. С. Трындине постройки претерпевают не одну реконструкцию. После его смерти в 1868 году владение переходит к его детям — Сергею и Петру, последний из которых в дальнейшем проживал во владении достаточно долго. И в 1884 году архитектор А. Е. Вебер возвёл корпус фабрики, принадлежащей фирме «Е. С. Трындина С-вей» и производящей физические, оптические, геодезические инструменты и медицинские приборы, со служебными помещениями. В марте 1877 года по проекту Вебера в глубине имения строятся кладовая и двухэтажный флигель, в 1882 году деревянные конюшни заменяются каменными. В июне 1877 года у братьев Трындиных появляется план создания нового трёхэтажного нежилого здания вместо старого двухэтажного.
12 февраля 1884 года на втором этаже флигеля разгорается пожар, на ликвидацию которого были вызваны пожарные команды семи частей Москвы. Вообще пожары во владении Трындиных были довольно частыми явлениями.
В 1884 году по проекту Вебера была возведена первая в России фабрика по производству оптических, физических и медицинских инструментов. Здание было трёхэтажным: подвальный и первый предназначались для фабрики, второй и третий— для размещения квартир.
Также в 1884 году здание было восстановлено после пожара по проекту архитектора, реставратора и преподавателя А. П. Попова двухэтажное строение приобретает ещё один этаж.
С момента приобретения Трындиными участка большая часть помещений сдавалась в аренду, арендаторы сменялись один за другим.

### XX век
В начале 1900-х годов было начато грандиозное строительство. На месте нежилого одноэтажного здания появилось новое трёхэтажное, фабрика приобрела ещё один этаж с целью размещения в нём фотографического ателье, все старые постройки были уничтожены, началось строительство нового объёмного трёхэтажного дома, закончившееся в 1904 году. Новое здание на месте снесённых построек в «Московских ведомостях» было описано следующим образом:
Снаружи это здание выглядит трехэтажным. На самом же деле в нем шесть этажей, так как огромные пролеты окон внизу тянутся на два этажа. Тотчас, из входа на улицу, вы попадаете в магазин фирмы, нижний этаж которого и бельэтаж, устроенный в виде балкона, заняты рядами тянущихся вдоль стен высоких шкафов с различными физическими и хирургическими инструментами, химическими и техническими приборами, машинами и учебными моделями. Из нижнего этажа ход слева ведет на фабрику (здание в 4 этажа), нижний этаж которой занят металлическим отделением, далее следуют столярное отделение и другие... Дверь справа в магазине ведет к подъемной машине, которая может доставить вас на самую верхушку, к обсерватории. Посредине же, в глубине первого этажа, находятся лестницы, ведущие вниз, в склады, и в бельэтаж.

Второй этаж (бельэтаж) – физическая аудитория, предназначенная для опытов с новейшими физическими приборами, рядом ортопедическое отделение. В противоположной стороне, слева в бельэтаже расположены главная контора и кабинеты владельцев. Третий этаж – конторы. Четвертый этаж, по фасаду – квартиры, в глубине здания – передние, гардеробные, ванна, комнаты прислуги, кухни и т.п. Пятый этаж – астрономическая аудитория с экраном для демонстрации картин по астрономии и массой астрономических инструментов. Здесь же находится музей старинных физических и астрономических приборов. Отсюда уже витая лесенка ведет в обсерваторию. Рядом ещё имеется сбоку дверь, ведущая на балкон, с которого открывался далекий вид на Москву. Обсерватория, круглая по форме, прикрыта сверху вращающимся металлическим колпаком.
В 1909 году хозяйкой половинной доли участка со строениями стала вдова Петра Егоровича Трындина Татьяна. В 1912 году к трактиру было присоединено новое жилое одноэтажное строение.
В 1914 году в здании располагались многочисленные организации, магазины и жилые квартиры: склад акционерного общества «Гергард и Гей», магазин Московского кредитного общества, рабочие кабинеты и квартиры врачей М. Л. Любарского и А. И. Чертова, квартира В. В. Некрасова и т. д. В пристройке проживали: актриса Малого Театра А. П. Щепкина, выдающийся русский психиатр, один из основоположников нозологического направления в психиатрии и московской научной школы психиатрии, автор классического «Курса психиатрии» (1893), один из основателей экспериментальной психологической лаборатории в Москве в 1886 году С. С. Корсаков. Также здесь располагалась лечебница хирурга В. И. Кузьмина.
После Октябрьской революции владение Трындиных было полностью национализировано, фабрика стала государственным заводом, часть которого превратилась в общежитие.
В 1937 году фабрика получила название «Государственный союзный завод № 214», в ней началось производство авиационной техники. Во время Великой Отечественной войны завод был перенесён в Екатеринбург, в 1946 году на его базе был основан существующий до ныне «Уральский приборостроительный завод».
Обсерватория, расположенная на крыше здания, в СССР была отдана московскому отделу народного образования, позднее она перешла в ведение МГПИ. Обсерватория прекратила существование в конце XX века.

### Современная история
В настоящее время здание является собственностью МВД России, на первом этаже расположены различные заведения.
Доходный дом Трындиных является одним из объектов культурного наследия регионального значения.